# Radim Nyč
Radim Nyč (Liberec, 11 aprile 1966) è un ex fondista cecoslovacco.
Al termine della carriera, dopo la dissoluzione della Cecoslovacchia (1993), gareggiò per la nazionale ceca.

## Biografia
In Coppa del Mondo ottenne il primo risultato di rilievo il 10 dicembre 1988 a Ramsau am Dachstein (9°) e il miglior risultato il 14 dicembre 1991 a Thunder Bay (6°).
In carriera prese parte a due edizioni dei Giochi olimpici invernali, Calgary 1988 (25° nella 30 km, 20° nella 50 km, 3° nella staffetta) e Albertville 1992 (33° nella 10 km, 6° nella 50 km, 25° nell'inseguimento, 7° nella staffetta), e a due dei Campionati mondiali, vincendo una medaglia.

## Palmarès

### Olimpiadi
- 1 medaglia:
  - 1 bronzo (staffetta[1] a Calgary 1988)

### Mondiali
- 1 medaglia:
  - 1 bronzo (staffetta[1] a Lahti 1989)

### Coppa del Mondo
- Miglior piazzamento in classifica generale: 23º nel 1989 e nel 1992